# Лузское
Лузское — пресноводное озеро на территории межселённой территории Онежского района Архангельской области.

## Общие сведения
Площадь озера — 12 км², площадь водосборного бассейна — 2920 км². Располагается на высоте 158,1 метров над уровнем моря.
Форма озера продолговатая: оно почти на восемь километров вытянуто с запад-северо-запада на восток-юго-восток. Берега преимущественно заболоченные.
Через озеро течёт река Илекса, впадающая, в свою очередь, в Водлозеро.
В восток-юго-восточную оконечность Лузского впадает река Мельничная, вытекающая из озера Мельничного.
В озере расположено не менее четырёх небольших безымянных островов.
Населённые пункты и автодороги вблизи водоёма отсутствуют. На южном берегу располагается нежилая деревня Луза.
Код объекта в государственном водном реестре — 01040100311102000019237.